# MechAssault
MechAssault est un jeu vidéo de simulation de mecha développé par Day 1 Studios et édité par Microsoft Game Studios, sorti en 2002 sur Xbox.

## Accueil
- Jeux vidéo Magazine : 14/20[1]
- Jeuxvideo.com : 17/20[2]